# Basilia quadrosae
Basilia quadrosae är en tvåvingeart som beskrevs av Graciolli och Moura 2005. Basilia quadrosae ingår i släktet Basilia och familjen lusflugor. Inga underarter finns listade i Catalogue of Life.